# Death Valley: The Revenge of Bloody Bill
Death Valley: The Revenge of Bloody Bill es una película slasher y western de zombis de 2004 estrenada por The Asylum. A diferencia de muchos de los esfuerzos posteriores de The Asylum, la película no es un mockbuster. La cinta sigue a un grupo de personas que intentan sobrevivir mientras están varados en Sunset Valley, un pueblo fantasma del desierto habitado por el espíritu asesino del criminal de guerra confederado William T. Anderson y su horda de zombis.

## Reparto
- Chelsea Jean como Gwen / Mary Anderson
- Jeremy Bouvet como Bloody Bill Anderson
- Denise Boutte como Mandy
- Matt Marraccini como Jerry
- Kandis Erickson como Sondra
- Gregory Bastien como conde
- Scott Carson como Avery
- Steven Glinn como Buck
- Dean N. Arevalo como Darrell

## Producción
La película tuvo un presupuesto estimado de 750.000 dólares. Esta fue la primera película producida internamente por The Asylum.

## Estreno
La película fue estrenada el 26 de octubre de 2004.